# Liste der Biografien/Casa
Liste der Biografien |
Portal Biografien |
Personensuche
# |
A |
B |
C |
D |
E |
F |
G |
H |
I |
J |
K |
L |
M |
N |
O |
P |
Q |
R |
S |
T |
U |
V |
W |
X |
Y |
Z |
?
 
Ca |
Cb |
Cc |
Ce |
Ch |
Ci |
Cj |
Ck |
Cl |
Cm |
Cn |
Co |
Cr |
Cs |
Ct |
Cu |
Cv |
Cw |
Cy |
Cz
 
Caa–Cag |
Cah |
Cai |
Caj |
Cak |
Cal |
Cam |
Can |
Cao–Cap |
Caq |
Car |
Cas |
Cat–Caz
 
Casa |
Casc |
Casd |
Case |
Casg |
Cash |
Casi |
Cask |
Casl |
Casm |
Casn |
Caso |
Casp |
Casq |
Casr |
Cass |
Cast |
Casu |
Casw |
Casz
Die Liste der Biografien führt alle Personen auf, die in der deutschsprachigen Wikipedia einen Artikel haben. Dieses ist eine Teilliste mit 273 Einträgen von Personen, deren Namen mit den Buchstaben „Casa“ beginnt.

## Casa
- Casa, David (* 1968), maltesischer Politiker, MdEP
- Casa, Jean-Michel (* 1957), französischer Diplomat
- Casa, Lisa della (1919–2012), Schweizer Opernsängerin (Sopran)
- Casa, Marzio (* 1955), italienischer Drehbuchautor und Filmregisseur

### Casab
- Casabianca, Antonio-Maria (1775–1848), italienischer Geistlicher und Bischof von Galtelli-Nuoro in Sardinien
- Casabianca, Denise de (1931–2020), französische Filmeditorin
- Casabianca, Luc-Julien-Joseph (1762–1798), französischer Marineoffizier
- Casablanc, Pedro (* 1963), marokkanischer Schauspieler, Regisseur und Synchronsprecher
- Casablanca, İman (* 1999), marokkanisch-türkische Schauspielerin und Model
- Casablancas i Domingo, Benet (* 1956), katalanischer Komponist, Musikwissenschaftler und Musikpädagoge
- Casablancas, John (1942–2013), spanischer Unternehmer Gründer von Elite Model Management
- Casablancas, Julian (* 1978), US-amerikanischer RocksängerJulian Casablancas (* 1978)

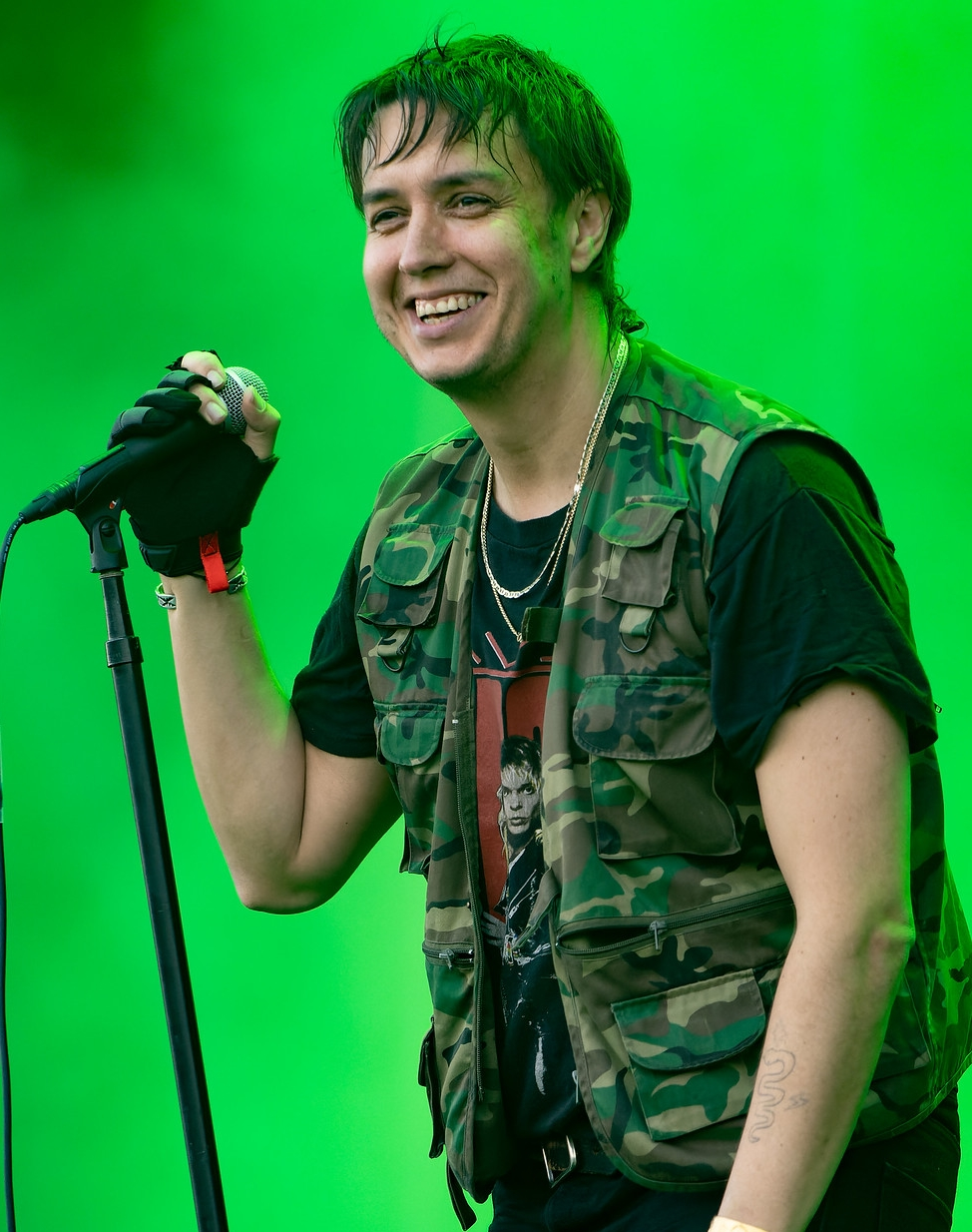
Julian Casablancas (* 1978)

- Casabona, Francisco (1894–1979), brasilianischer Komponist
- Casabona, Nelkis (* 1984), kubanische Sprinterin

### Casac
- Casaca, Paulo (* 1957), portugiesischer Politiker (PP, Vox), MdEP
- Casacci, Claudio (* 1958), italienischer Amateurastronom
- Casacci, Ferruccio (1934–2011), italienischer Schauspieler und Filmschaffender
- Casacuberta, Josep Maria de (1897–1985), spanischer Romanist, Katalanist und Verleger

### Casad
- Casadei, Alberto (* 1985), italienischer Triathlet
- Casadei, Antonio (* 1923), italienischer Künstler
- Casadei, Cesare (* 2003), italienischer FußballspielerCesare Casadei (* 2003)

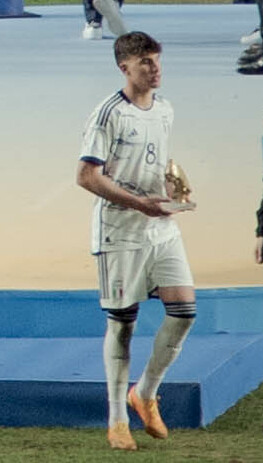
Cesare Casadei (* 2003)

- Casadei, Gabriele (* 2002), italienischer Rennkanute
- Casadei, Mattia (* 1999), italienischer Motorradrennfahrer
- Casadei, Maurizio (* 1962), san-marinesischer Radrennfahrer
- Casadei, Raoul (1937–2021), italienischer Musiker
- Casademont i Pou, Francesc d’Assís (1923–2007), spanischer Maler
- Casadesus, Caroline (* 1962), französische Sängerin
- Casadesus, Christian (1912–2014), französischer Schauspieler und Theaterdirektor
- Casadesus, Francis (1870–1954), französischer Komponist, Pianist und Lehrer
- Casadesus, Gaby (1901–1999), französische Pianistin
- Casadesus, Gisèle (1914–2017), französische Schauspielerin
- Casadesus, Henri (1879–1947), französischer Musiker und Komponist
- Casadesus, Jean (1927–1972), französischer Pianist, Musikpädagoge und Komponist
- Casadesus, Jean-Claude (* 1935), französischer DirigentJean-Claude Casadesus (* 1935)

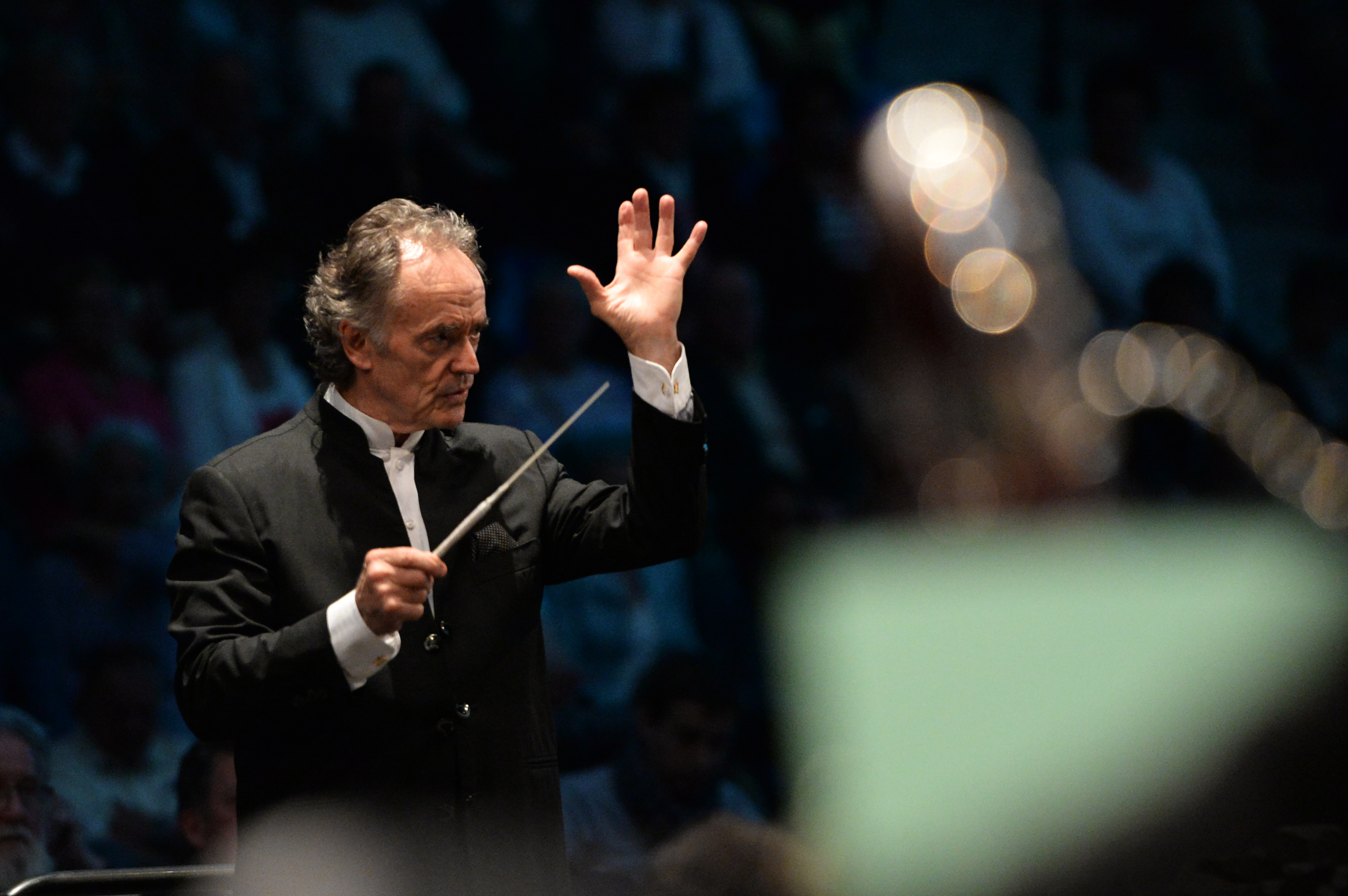
Jean-Claude Casadesus (* 1935)

- Casadesus, Marius (1892–1981), französischer Musiker und Komponist
- Casadesus, Olivier (* 1970), französischer Schauspieler
- Casadesus, Robert (1899–1972), französischer Pianist, Klavierlehrer und Komponist
- Casadevall i Mombardó, Martí (1886–1968), katalanischer Maler, Bildhauer und Skulpteur
- Casadevall, Josep (* 1946), andorranischer Jurist, Vizepräsident des Europäischen Gerichtshofs für Menschenrechte
- Casadilego (* 2003), italienische Popsängerin
- Casadio, Aglauco (* 1917), italienischer Dichter, Filmemacher und Kunstkritiker
- Casado Obispo, Juan (1886–1941), spanischer Ordensgeistlicher und römisch-katholischer Apostolische Vikare von Thái Bình
- Casado Thomas, Sarah (* 1981), deutsche Schauspielerin, Model und Synchronsprecherin
- Casado, Agustín (* 1996), spanischer Handballspieler
- Casado, Arturo (* 1983), spanischer Leichtathlet
- Casado, Carlos (* 1939), argentinischer Tangosänger
- Casado, Fernando (* 1940), dominikanischer Sänger, Schauspieler und Entertainer
- Casado, Germinal (1934–2016), spanischer Balletttänzer und -regisseur
- Casado, Juan (* 1935), französischer Fußballspieler
- Casadó, Marc (* 2003), spanischer Fußballspieler
- Casado, Marisol (* 1956), spanische Sportfunktionärin
- Casado, Miguel (* 1954), spanischer Dichter, Literaturkritiker, literarischer Übersetzer und Herausgeber
- Casado, Pablo (* 1981), spanischer Politiker (PP)
- Casado, Philippe (1964–1995), französischer Radrennfahrer
- Casado, Raúl Arsenio (1929–2010), argentinischer Geistlicher und Erzbischof von Tucumán
- Casado, Segismundo (1893–1968), spanischer Oberst der Zweiten Spanischen Republik
- Casado-Schneider, Cécile (* 1978), Schweizer Politikerin (SP) und Kantonsrätin
- Casador, Guillermo (1510–1570), spanischer Geistlicher, römisch-katholischer Bischof von Barcelona
- Casady, Guymon (* 1969), US-amerikanischer Filmproduzent und Talentmanager
- Casady, Jack (* 1944), US-amerikanischer Blues- und Rockmusiker und BassistJack Casady (* 1944)

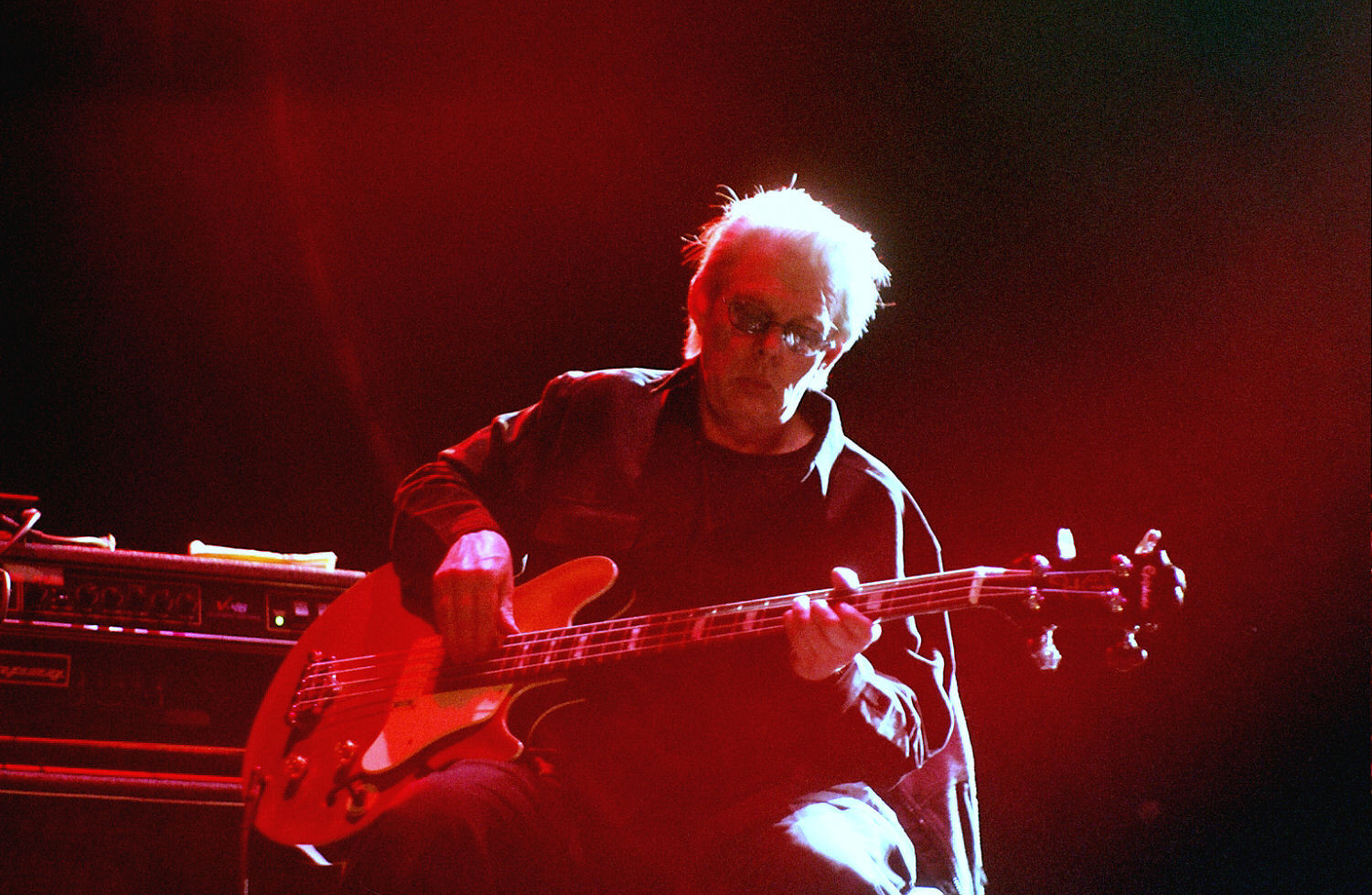
Jack Casady (* 1944)

### Casag
- Casagemas, Carlos (1880–1901), Freund Picassos (um 1900), auf drei Gemälden dargestellt
- Casagli, Justina (1794–1841), schwedische Opernsängerin (Sopran)
- Casagranda, Patrizia (* 1979), deutsch-italienische Künstlerin
- Casagranda, Roy, US-amerikanischer Politikwissenschaftler, Historiker und Autor
- Casagrande, Anna (* 1958), italienische Vielseitigkeitsreiterin
- Casagrande, Antonio (1931–2022), italienischer Schauspieler und Sänger
- Casagrande, Arthur (1902–1981), österreichisch-amerikanischer Bodenmechaniker, Geotechniker und Bauingenieur
- Casagrande, Christina Maria (1947–2019), deutsche Heilpraktikerin und Autorin
- Casagrande, Eloy (* 1991), brasilianischer SchlagzeugerEloy Casagrande (* 1991)

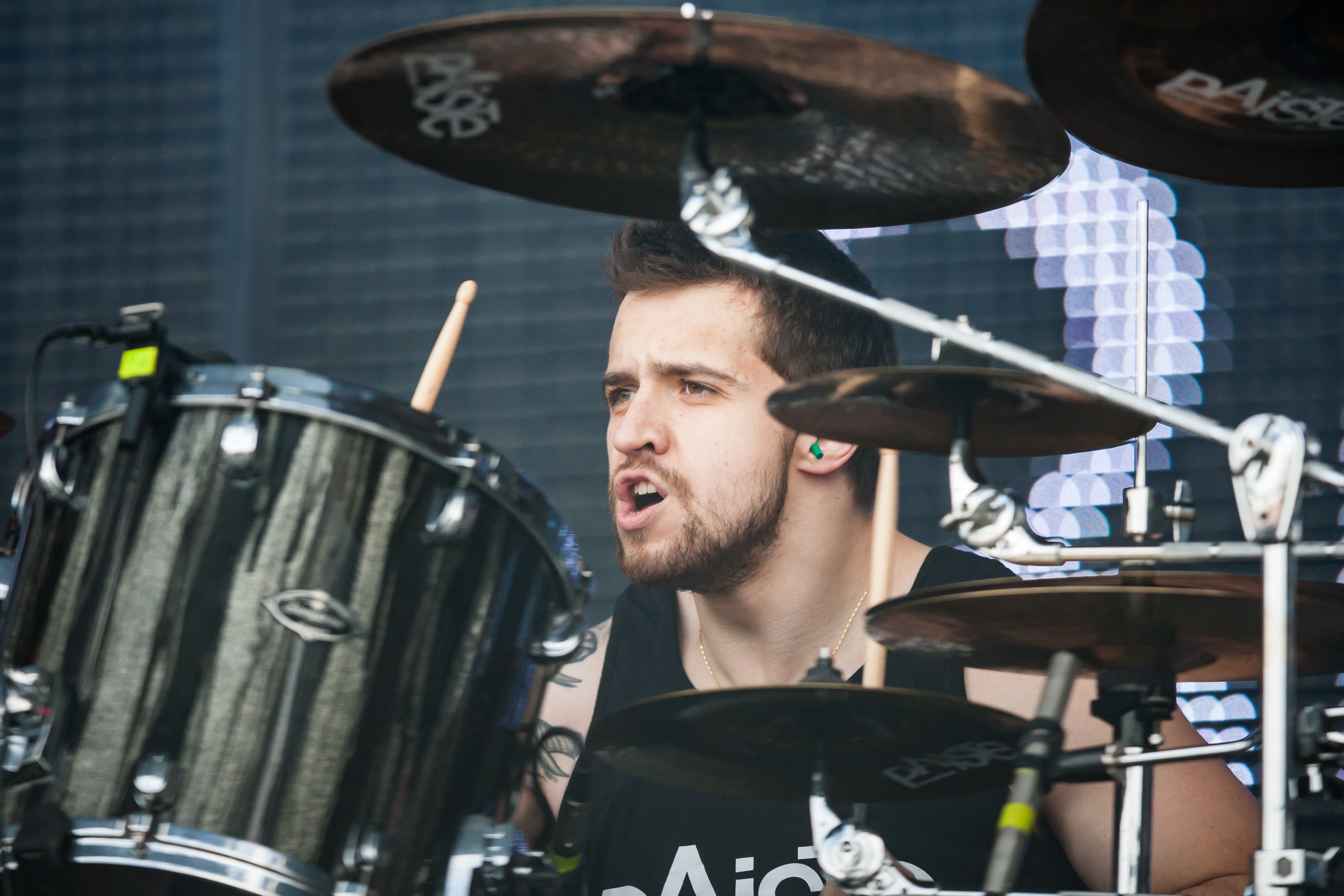
Eloy Casagrande (* 1991)

- Casagrande, Federico (* 1980), italienischer Jazzmusiker (Gitarre, Komposition)
- Casagrande, Filippo (* 1973), italienischer Radrennfahrer
- Casagrande, Francesco (* 1970), italienischer Radrennfahrer
- Casagrande, Irene (* 1996), italienische Schauspielerin
- Casagrande, Leo (1903–1990), austroamerikanischer Bauingenieur für Geotechnik
- Casagrande, Loriana, Bühnenbildnerin
- Casagrande, Luca, italienischer Sänger
- Casagrande, Marco (* 1971), finnischer Architekt, Schriftsteller und Professor der Architektur
- Casagrande, Peter (* 1946), deutscher Maler
- Casagrande, Rudolf (* 1942), österreichischer Künstler
- Casagrande, Thomas (* 1956), deutscher Politologe und Autor
- Casagrande, Vittorio (1934–2008), deutsch-italienischer Schlagersänger und Schauspieler
- Casagrande, Walter (* 1963), brasilianischer FußballspielerWalter Casagrande (* 1963)

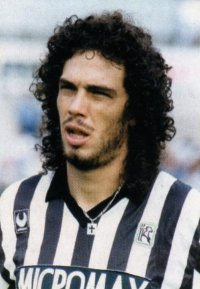
Walter Casagrande (* 1963)

### Casal
- Casal Chapí, Enrique (1909–1977), spanischer Komponist
- Casal, Jean Marie (1905–1977), französischer Orientarchäologe
- Casal, João de (1641–1735), portugiesischer Geistlicher
- Casal, Jorge (1924–1996), argentinischer Tangosänger und Schauspieler
- Casal, Julián del (1863–1893), kubanischer Schriftsteller
- Casal, Luz (* 1958), spanische Sängerin
- Casal, Sergio (* 1962), spanischer Tennisspieler
- Casaldáliga, Pedro (1928–2020), spanischer Ordensgeistlicher und Bischof, Befreiungstheologe
- Casalduero, Joaquín (1903–1990), spanisch-US-amerikanischer Dichter, Romanist und Hispanist
- Casale, Facino Cane de († 1412), italienischer Condottiere
- Casale, Francesco (* 1960), italienischer Schauspieler
- Casale, Giancarlo, US-amerikanischer Historiker
- Casale, Giuseppe (1923–2023), italienischer Geistlicher, emeritierter römisch-katholischer Erzbischof von Foggia-Bovino
- Casale, Luigi (1882–1927), italienischer Chemiker und Industrieller
- Casale, Primo (1904–1981), venezolanischer Geiger, Dirigent, Komponist und Musikpädagoge italienischer Herkunft
- Casale, Ralph (1938–2023), US-amerikanischer Jazzmusiker (Gitarre)
- Casale, Rita (* 1968), deutsche Philosophin und Pädagogin
- Casale-Telford, Pam (* 1963), US-amerikanische Tennisspielerin
- Casaleggio, Davide (* 1976), italienischer Internetunternehmer, politischer Aktivist
- Casalegno, Gavin (* 1999), US-amerikanischer Schauspieler
- Casali del Drago, Giovanni Battista (1838–1908), italienischer Geistlicher, Kardinal während des Pontifikats Leo XIII.
- Casali, Alvaro (1896–1978), san-marinesischer Politiker
- Casali, Antonio (1715–1787), Kardinal der Römischen Kirche
- Casali, Augusto (* 1949), san-marinesischer Politiker
- Casali, Charles (1923–2014), Schweizer Fußballspieler
- Casali, Frank (* 1986), deutsch-italienischer Schauspieler
- Casali, Giovanni Battista († 1792), italienischer Chorleiter und Komponist
- Casali, John, britischer Tontechniker
- Casali, Kim (1941–1997), neuseeländische Comiczeichnerin
- Casali, Osvaldo (1824–1907), italienischer römisch-katholischer Geistlicher und Weihbischof in Camerino
- Casali, Renzo (1939–2010), italienischer Autor, Theater- und Filmschaffender
- Casali, Sergio (* 1969), italienischer Altphilologe
- Casali, Tino (* 1995), österreichischer FußballspielerTino Casali (* 1995)

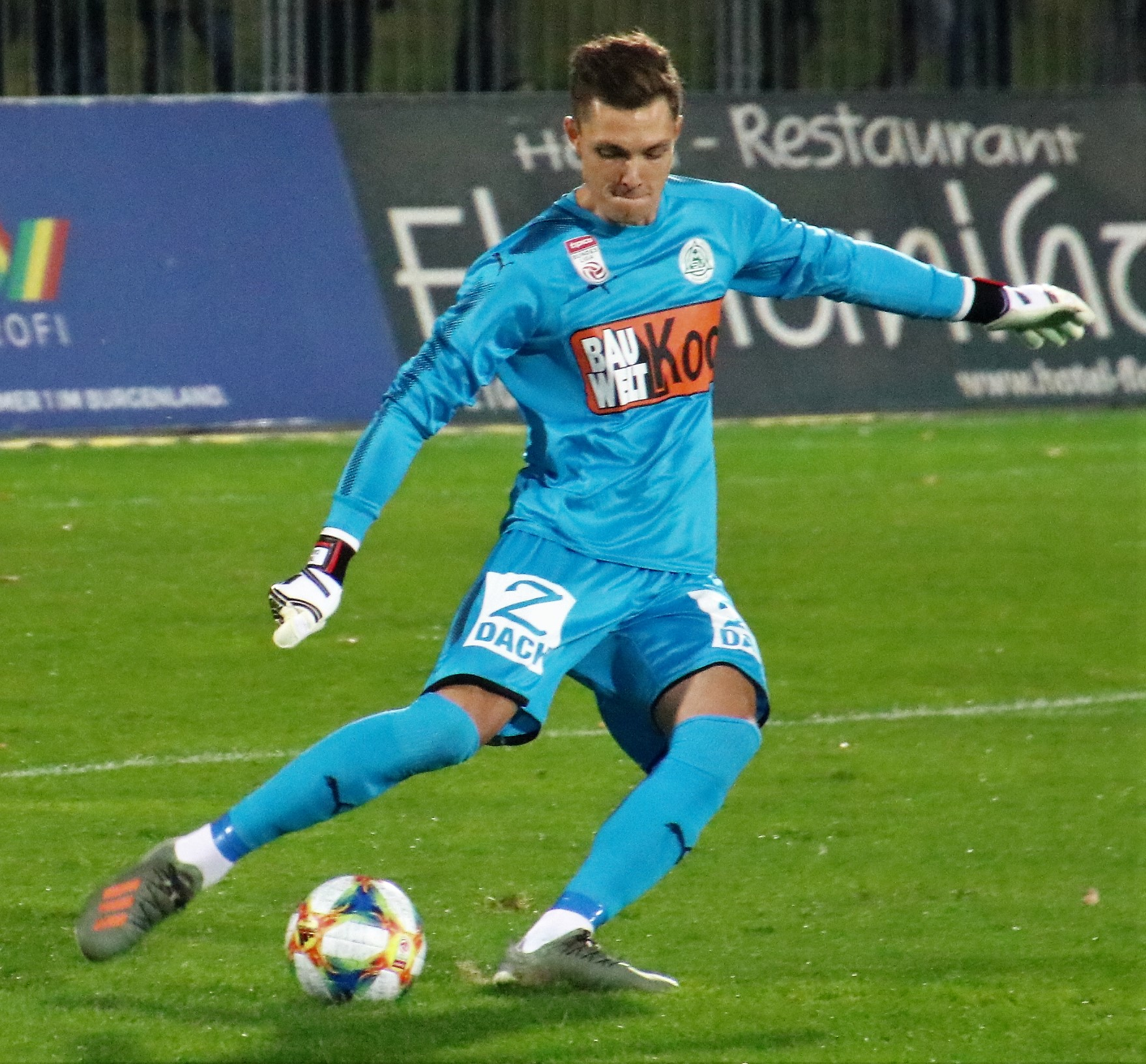
Tino Casali (* 1995)

- Casalini, Armando (1883–1924), italienischer Politiker
- Casalini, Girolamo Maria (1915–1982), italienischer römisch-katholischer Ordensgeistlicher und Bischof von Manzini
- Casalino, Felix (* 1998), deutscher Webvideoproduzent und Fußballspieler
- Casalis, Eugène (1812–1891), französischer protestantischer Missionar
- Casalis, George (1917–1987), französischer Befreiungstheologe
- Casals Istomin, Marta (* 1936), US-amerikanische-puerto-ricanische Musikerin und Musikpädagogin
- Casals Rueda, Toni (* 1980), andorranischer Skibergsteiger
- Casals, Enric (1892–1986), katalanischer Geiger, Komponist und Dirigent
- Casals, Jordi (* 1973), katalanischer Chorleiter und Dirigent
- Casals, Muriel (1945–2016), spanisch-französische Wirtschaftswissenschaftlerin, Hochschullehrerin und katalanische Politikerin
- Casals, Pau (1876–1973), spanischer CellistPau Casals (1876–1973)

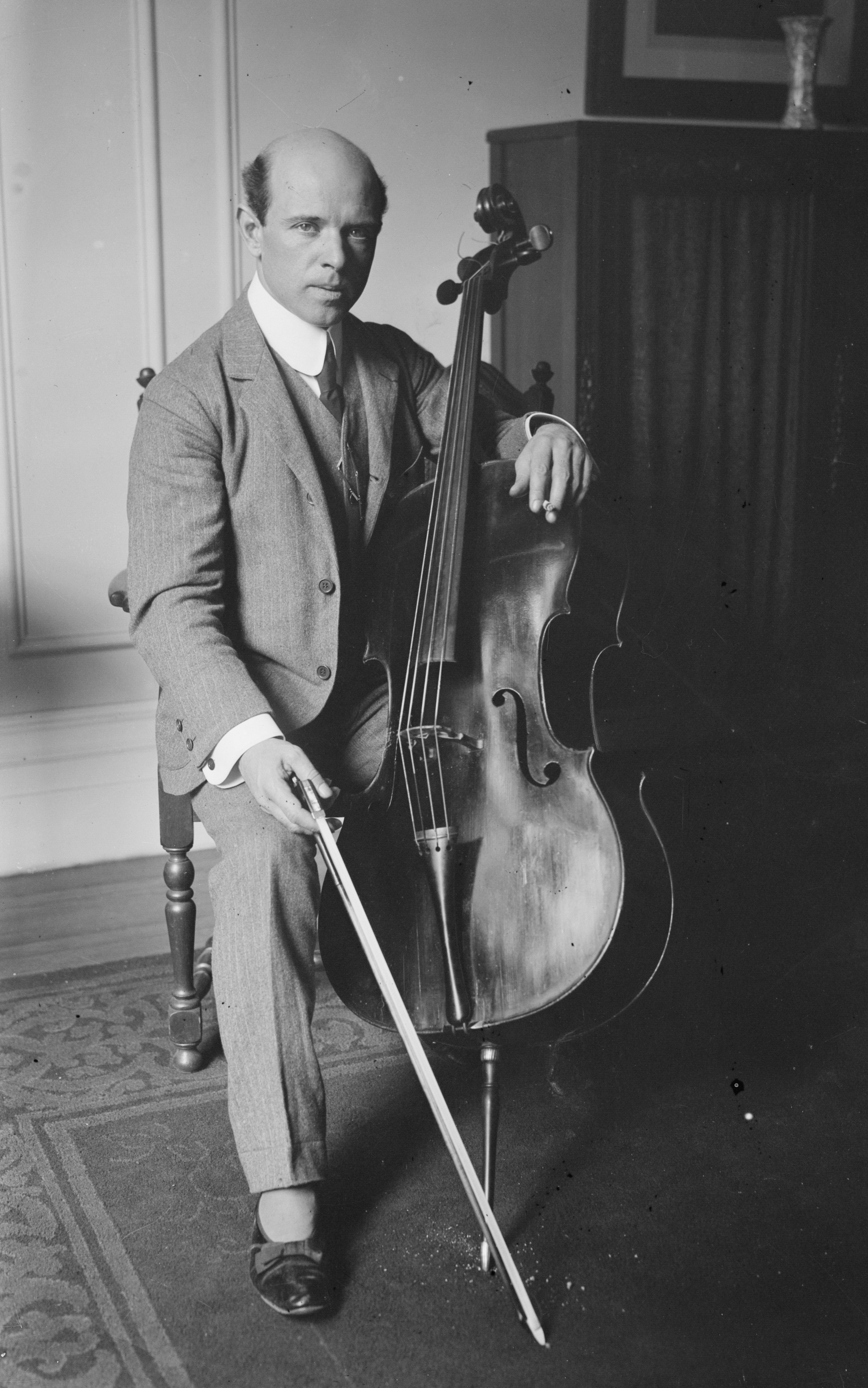
Pau Casals (1876–1973)

- Casals, Rosie (* 1948), US-amerikanische Tennisspielerin

### Casam
- Casamayor Griñán, Raynier (* 1975), kubanischer Musiker
- Casamayor, Joel (* 1971), kubanischer Boxer
- Casamayor, María Andrea (1720–1780), spanische Mathematikerin und Lehrerin
- Casambre, Marco (* 1998), philippinischer Fußballspieler
- Casamento, Mario (* 1971), italienisch-schweizerischer Fussballspieler
- Casamorata, Luigi Ferdinando (1807–1881), italienischer Komponist, Musikwissenschaftler und Musikkritiker

### Casan
- Casaña, Ezequiel (* 1992), uruguayischer Fußballspieler
- Casañas i Pagès, Salvador (1834–1908), Erzbischof von Barcelona
- Casañas, Alejandro (* 1954), kubanischer Hürdensprinter
- Casanate, Girolamo (1620–1700), italienischer Kardinal der Römischen Kirche
- Casandra, Cristina (* 1977), rumänische Leichtathletin
- Cășăneanu, Eduard (* 2000), rumänischer Eishockeyspieler
- Casanova Casanova, Román (* 1956), spanischer Geistlicher und römisch-katholischer Bischof von Vic
- Casanova Díaz, Miguel Ángel (* 1980), mexikanischer Fußballspieler
- Casanova i Comes, Rafael († 1743), katalanischer Jurist und Politiker
- Casanova y Marzol, Vicente (1854–1930), spanischer Erzbischof und Kardinal
- Casanova, Achille (1941–2016), Schweizer Journalist und Bundesratssprecher
- Casanova, Alain (* 1961), französischer Torhüter und Trainer
- Casanova, André (1919–2009), französischer Komponist
- Casanova, Bruno (* 1964), italienischer Motorradrennfahrer
- Casanova, Carmen (* 1980), Schweizer Skirennfahrerin
- Casanova, Charlie (* 1997), deutsch-taiwanische Künstlerin und Illustratorin
- Casanova, Christina (* 1959), Schweizer Schriftstellerin
- Casanova, Corina (* 1956), Bundeskanzlerin der Schweizerischen Eidgenossenschaft
- Casanova, Danielle (1909–1943), französische Kommunistin und Mitglied der Résistance
- Casanova, Eduardo (* 1939), venezolanischer Schriftsteller, Dramatiker und Rechtsanwalt
- Casanova, Eduardo (* 1991), spanischer Filmschauspieler, Regisseur und Drehbuchautor
- Casanova, Fernando (1925–2012), mexikanischer Schauspieler
- Casanova, Francesco (1727–1803), italienischer Schlachtenmaler
- Casanova, Francisco (1957–2019), dominikanischer Opernsänger (Tenor)
- Casanova, Gaetano (1697–1733), italienischer Schauspieler, mutmaßlicher Vater vom Giacomo Girolamo Casanova
- Casanova, Georges (1890–1932), französischer Fechter
- Casanova, Giacomo (1725–1798), venezianischer Abenteurer und SchriftstellerGiacomo Casanova (1725–1798)

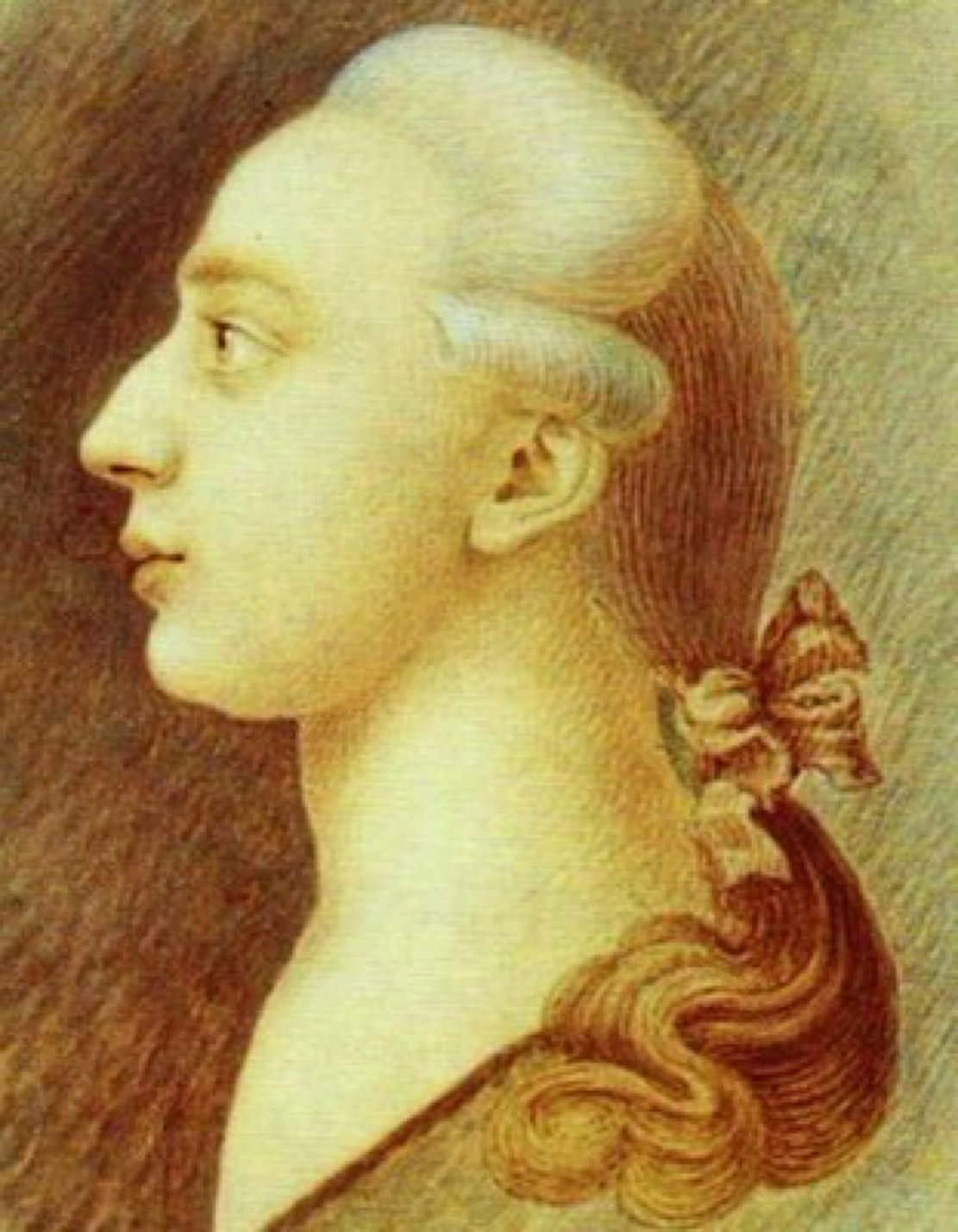
Giacomo Casanova (1725–1798)

- Casanova, Gian (* 2000), Schweizer Snowboarder
- Casanova, Gilda (* 1995), kubanische Sprinterin
- Casanova, Giovanni Battista (1730–1795), italienischer Maler und Zeichner
- Casanova, Guillermo (1918–1981), chilenischer Fußballspieler
- Casanova, Héctor (1942–2007), kubanischer Sänger und Komponist
- Casanova, Hernán (* 1994), argentinischer Tennisspieler
- Casanova, Jean-Laurent (* 1963), französischer Mediziner (pädiatrische Immunologie)
- Casanova, José (* 1951), spanischer und US-amerikanischer Religionssoziologe
- Casanova, Lara (* 1996), Schweizer Snowboarderin
- Casanova, Laurent (1906–1972), französischer Politiker, Mitglied der Nationalversammlung und Mitglied der Résistance
- Casanova, Luis (* 1992), chilenischer Fußballspieler
- Casanova, Maddalena (1732–1800), Schauspielerin und Schwester von Giacomo Casanova
- Casanova, Marcello (1901–1981), italienischer Ruderer
- Casanova, Marco (* 1976), Schweizer Skirennfahrer
- Casanova, Markus (1962–2003), Schweizer Steinbildhauer, Zeichner und Bühnenbildner
- Casanova, Martin (* 1991), italienischer Eishockeyspieler
- Casanova, Mathias (* 1978), deutscher Filmproduzent
- Casanova, Myriam (* 1985), Schweizer Tennisspielerin
- Casanova, Nacho (* 1987), spanischer Fußballspieler und -trainer
- Casanova, Rodolfo (* 1981), uruguayischer Leichtathlet
- Casanova, Sauveur (1918–1998), französischer Geistlicher und Bischof von Ajaccio (1987–1995)
- Casanova, Sofía (1861–1958), spanische Journalistin, Dichterin und Romanautorin
- Casanova, Tristano (* 1983), deutscher Schauspieler und Synchronsprecher
- Casanovas, Oscar (1914–1987), argentinischer Boxer im Federgewicht
- Casanoves i Bertran, Narcís (1747–1799), katalanischer Komponist, Organist und Benediktinermönch

### Casap
- Casapietra, Björn (* 1970), deutscher Tenor, Fernsehmoderator und Schauspieler
- Casapietra, Celestina († 2024), italienische Opernsängerin (Sopran)
- Casapinta, Ferruccio (* 1928), italienischer Regisseur
- Casapu, Tudor (* 1963), sowjetischer Gewichtheber

### Casar
- Casar (* 2002), deutscher Rapper
- Casar, Aljaž (* 2000), slowenischer Fußballspieler
- Casar, Amira (* 1971), britisch-französische SchauspielerinAmira Casar (* 1971)

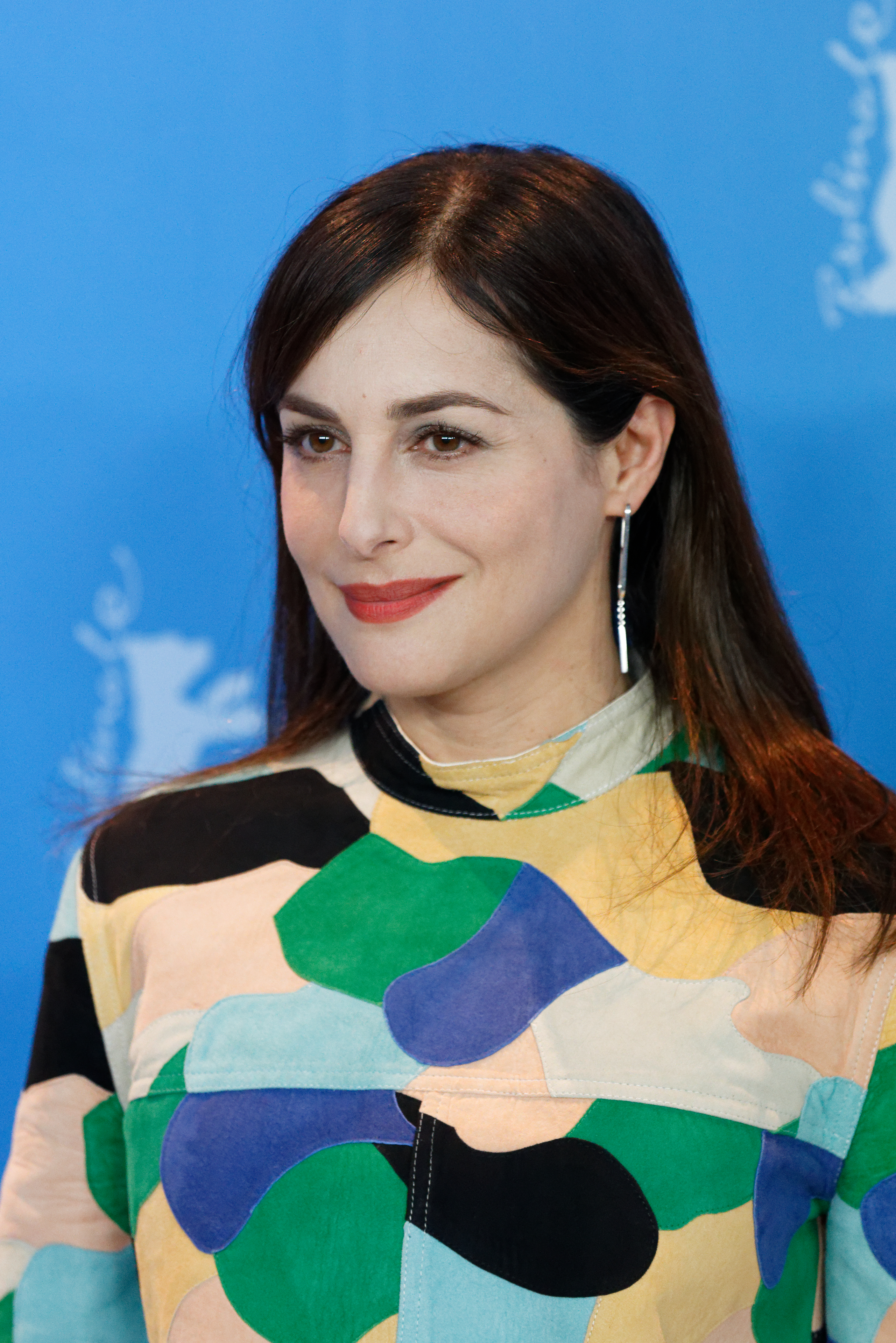
Amira Casar (* 1971)

- Casar, Greg (* 1989), US-amerikanischer Politiker der Demokratischen Partei
- Cäsar, Maria (1920–2017), österreichische Widerstandskämpferin, KPÖ-Aktivistin und Zeitzeugin
- Cäsar, Nathanael (1763–1836), deutscher Schulleiter und Lehrer
- Casar, Sandy (* 1979), französischer Radrennsportler
- Casar, Shalyn (* 1988), deutsche Schauspielerin
- Casara, Severino (1903–1978), italienischer Dokumentarfilmer
- Casares Mouriño, Carlos (1941–2002), galicischer Schriftsteller und Politiker
- Casares Quiroga, Santiago (1884–1950), Ministerpräsident von Spanien
- Casares y Moya, Rafael de los (1899–1978), spanischer Diplomat
- Casares, Horacio (1932–2009), argentinischer Tangosänger
- Casares, Julio (1877–1964), spanischer Diplomat, Romanist, Hispanist und Lexikograf
- Casarès, Maria (1922–1996), französische Schauspielerin
- Casares, Miguel (* 1966), spanischer Tierarzt, Direktor des Zoos Frankfurt
- Casares, Wences (* 1974), argentinischer Technologieunternehmer und Philanthrop
- Casaretti, Francesco (* 1939), italienischer Autor und Regisseur
- Casaretto, Alcides Jorge Pedro (* 1936), argentinischer Geistlicher, römisch-katholischer Bischof
- Casaretto, Caroline (* 1978), deutsche Hockeyspielerin
- Casaretto, Pietro (1810–1878), italienischer Abt, Gründer und Generalabt der Kongregation von Subiaco
- Casari, Giuseppe (1922–2013), italienischer Fußballspieler
- Casariego y Acevedo, Mario (1909–1983), spanischer Erzbischof von Guatemala und Kardinal
- Casariego, Martín (* 1962), spanischer Schriftsteller und Drehbuchautor
- Casariego, Nicolás (* 1970), spanischer Schriftsteller und Drehbuchautor
- Casaril, Guy (1933–1996), französischer Filmregisseur und Drehbuchautor
- Casarín, Horacio (1918–2005), mexikanischer Fußballspieler
- Casarino, Esteban (* 1976), paraguayischer Squashspieler
- Cäsarius von Speyer, Provinzial der deutschen Provinz des Franziskanerordens
- Casaro, Renato (* 1935), italienischer Maler und Illustrator
- Casaroli, Agostino (1914–1998), italienischer Kurienkardinal und Kardinalstaatssekretär
- Casarosa, Enrico (* 1971), italienischer Animationsfilmer
- Casarotto, Renato (1948–1986), italienischer Bergsteiger
- Casarramona, Ferrán, spanischer Amateurastronom und Asteroidenentdecker
- Casartelli, Fabio (1970–1995), italienischer RadrennfahrerFabio Casartelli (1970–1995)

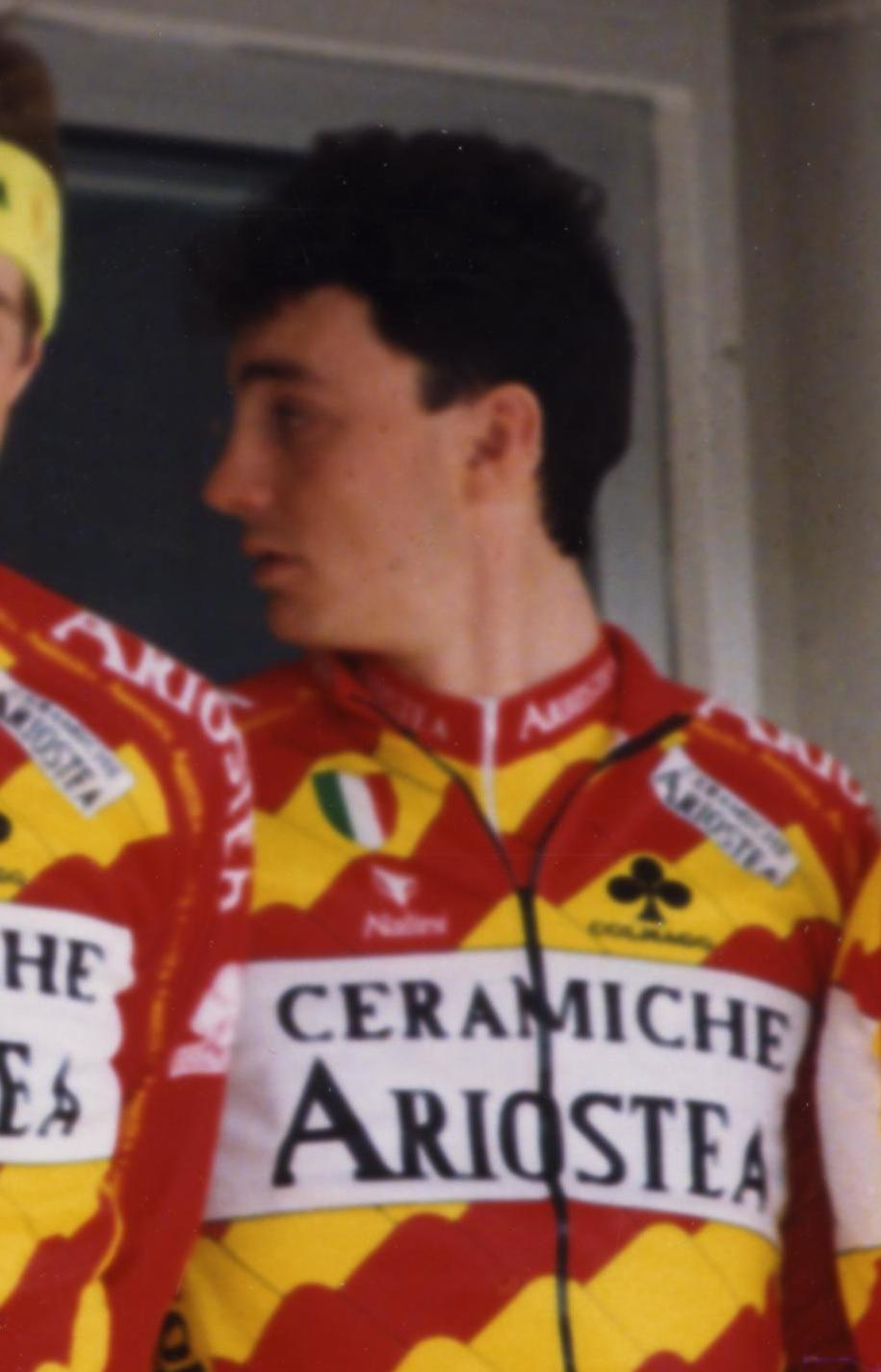
Fabio Casartelli (1970–1995)

### Casas
- Casas Alemán, Fernando (1905–1968), mexikanischer Botschafter
- Casas Buitrago, Fabio (* 1959), kolumbianischer Radrennfahrer
- Casas Carbó, Ramón (1866–1932), spanischer Maler und Graphiker
- Casas Ortiz, Froilán Tiberio (* 1948), kolumbianischer Geistlicher, römisch-katholischer Bischof von Neiva
- Casas Pasarín, Luis (1902–1986), spanischer Fußballspieler und -trainer
- Casas Regueiro, Julio (1936–2011), kubanischer Revolutionär, Militär und Politiker
- Casas, Antonio (1911–1982), spanischer Schauspieler
- Casas, Artemio (1911–1989), philippinischer Geistlicher, katholischer Bischof
- Casas, Atzimba (* 1994), mexikanisch-US-amerikanische Fußballspielerin
- Casas, Bartolomé de Las († 1566), Dominikaner, Missionar und Schriftsteller in den spanischen Kolonien AmerikasBartolomé de Las Casas († 1566)

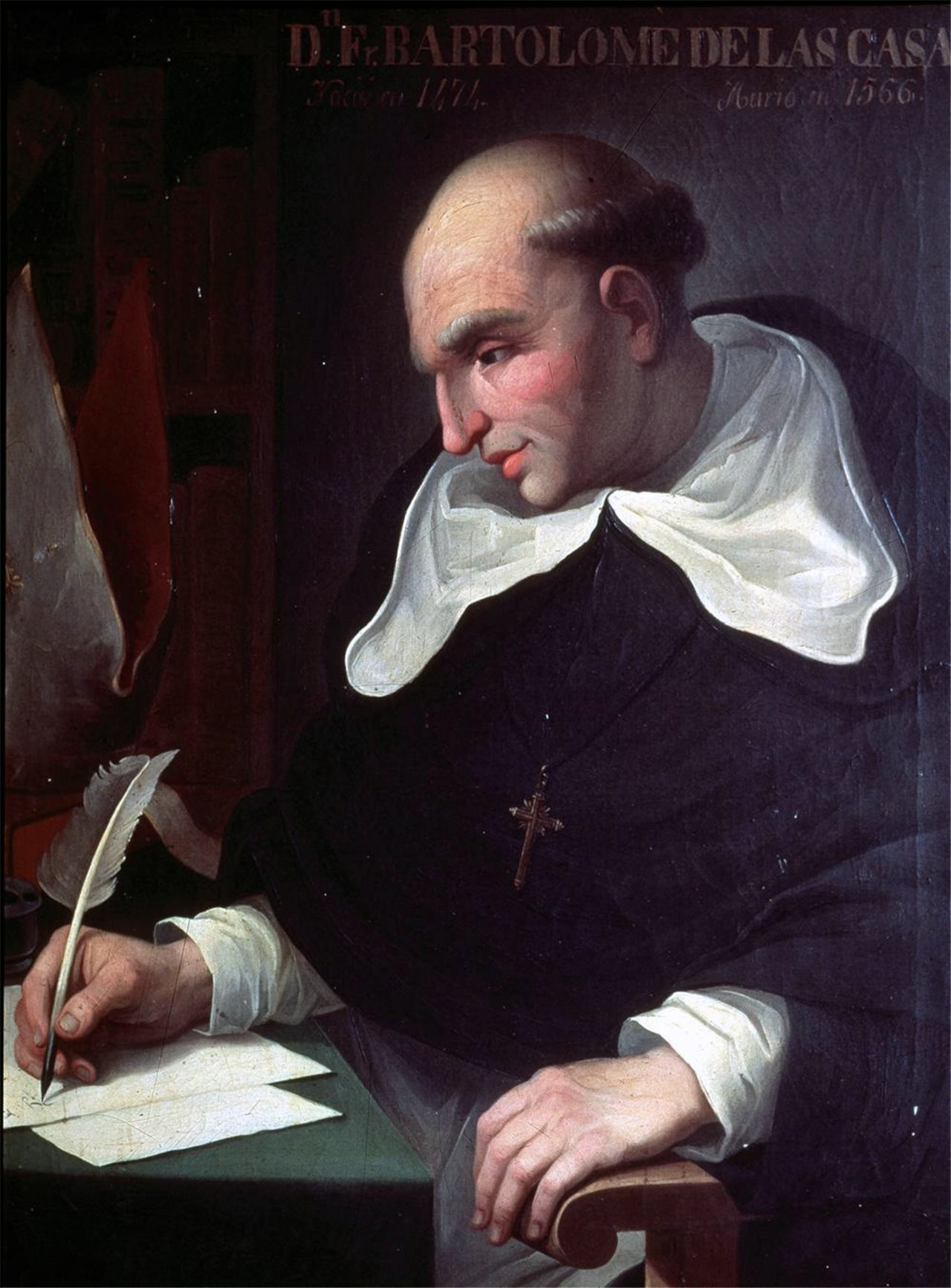
Bartolomé de Las Casas († 1566)

- Casas, Cristóbal de las (1530–1576), spanischer Italianist und Lexikograf
- Casas, Diego (* 1995), uruguayischer Fußballspieler
- Casas, Fabián (* 1965), argentinischer Journalist, Dichter und Schriftsteller
- Casas, Helena (* 1988), spanische Bahnradsportlerin
- Casas, Iván (* 1980), kolumbianischer Radrennfahrer
- Casas, Javier (* 1979), argentinischer Gitarrist und Musikproduzent
- Casas, Javier (* 1982), spanischer Fußballspieler
- Casas, Jesús (* 1973), spanischer Fußballtrainer
- Casas, Juan Francisco (* 1976), spanischer Maler
- Casas, Lara (* 2004), argentinische Hockeyspielerin
- Casas, Mario (* 1986), spanischer SchauspielerMario Casas (* 1986)

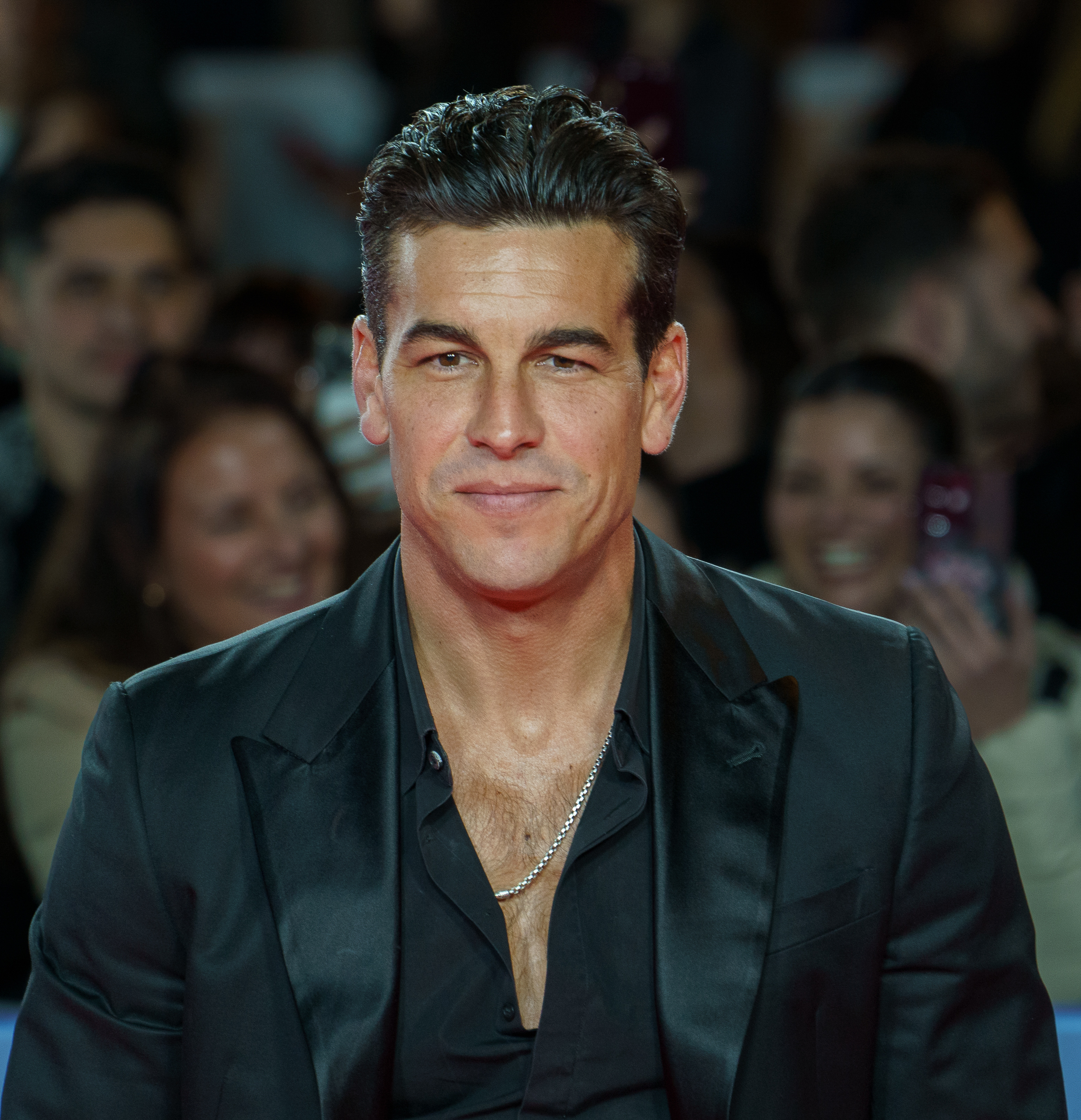
Mario Casas (* 1986)

- Casas, Mario de las (1901–2002), peruanischer Fußballspieler
- Casas, Óscar (* 1998), spanischer Schauspieler
- Casas, Ricard, spanischer Astronom und Asteroidenentdecker
- Casas, Shaine (* 1999), US-amerikanischer Schwimmer
- Casaseca, José Luis (1800–1869), spanischer Chemiker
- Casasola Merkle, Marcel-André (* 1977), deutscher Spieleautor
- Casasola Sosa, José Aníbal (1949–2007), guatemaltekischer Geistlicher, Bischof von Zacapa y Santo Cristo de Esquipulas
- Casasola, Agustín Víctor (1874–1938), mexikanischer Fotograf und Inhaber einer Bildagentur
- Casasola, Sara (* 1999), italienische Radrennfahrerin
- Casassas, David (* 1975), spanischer Hochschullehrer (Sozial- und politische Theorie)

### Casat
- Casati, Ambrogio (1897–1977), italienischer futuristischer Maler und Bildhauer
- Casati, Gabrio (1798–1873), italienischer Staatsmann
- Casati, Gaetano (1838–1902), italienischer Geograf, Afrikaforscher und Autor
- Casati, Gasparo († 1641), italienischer Komponist und Kirchenkapellmeister
- Casati, Giorgio (* 1954), italienischer Radrennfahrer
- Casati, Giulio (* 1942), italienischer Physiker
- Casati, Luisa (1881–1957), italienische Erbin, Muse, Mäzen, Modeikone und High Society LadyLuisa Casati (1881–1957)

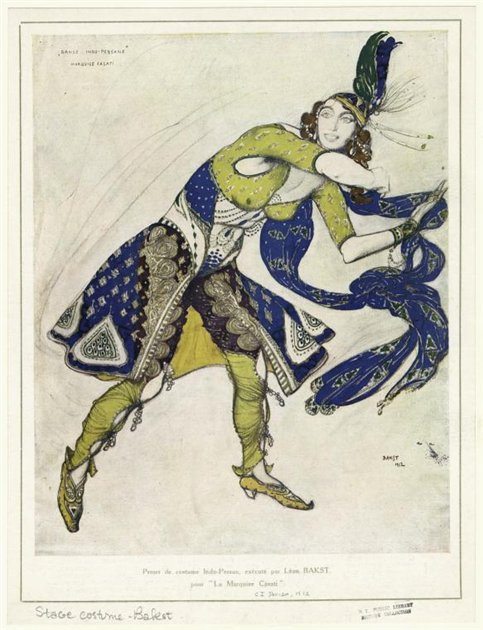
Luisa Casati (1881–1957)

- Casati, Mario (* 1944), italienischer Boxer
- Casati, Paolo (1617–1707), italienischer Jesuit und Mathematiker
- Casati, Rebecca (* 1970), deutsche Journalistin, Autorin und Verlagslektorin
- Casatus, antiker römischer Toreut

### Casau
- Casaubon, Isaac (1559–1614), Philologe, Protestant, Humanist
- Casaubon, Méric (1599–1671), englischer Autor und Gelehrter
- Casault, Craig, US-amerikanischer Basketballspieler
- Casault, Margaret (* 1994), kanadische Volleyballspielerin

### Casav
- Casavant, Claver (1855–1933), kanadischer Orgelbauer
- Casavant, Joseph (1807–1874), kanadischer Orgelbauer
- Casavella, Francisco (1963–2008), spanischer Schriftsteller